# Олександрівська сільська рада (Буринський район)
Олекса́ндрівська сільська́ ра́да — колишній орган місцевого самоврядування в Буринському районі Сумської області. Адміністративний центр — село Олександрівка.

## Загальні відомості
- Населення ради: 536 осіб (станом на 2001 рік)

## Населені пункти
Сільській раді підпорядковані населені пункти:
- с. Олександрівка

Колишні населені пункти
- с. Петухівка — зникло 2006 року.

## Склад ради
Рада складається з 12 депутатів та голови.
- Голова ради: Бойчук Роман Федорович
- Секретар ради: Казачанський Григорій Володимирович

### Керівний склад попередніх скликань
| Прізвище, ім'я, по батькові | Основні відомості                                                                                                | Дата обрання | Дата звільнення |
| --------------------------- | --- | ------------ | --------------- |
| Бойчук Роман Федорович      | Сільський голова, 1956 року народження, освіта середня спеціальна, член Всеукраїнського об'єднання «Батьківщина» | 26.03.2006   | 31.10.2010      |
| Бойчук Роман Федорович      | Сільський голова, 1956 року народження, освіта середня спеціальна, член Партії регіонів                          | 31.10.2010   |                 |

Примітка: таблиця складена за даними сайту Верховної Ради України